# 山梨学院大学の人物一覧
山梨学院大学の人物一覧（やまなしがくいんだいがくのじんぶついちらん）は、山梨学院大学に関係する人物の一覧記事。

## 著名な教職員

### 現職
- 上田誠仁 - スポーツ科学部教授（体育学、陸上競技部監督）
- 高田裕司 - スポーツ科学部教授（体育学、レスリング部監督）
- 麻場一徳 - スポーツ科学部教授（体育学、陸上競技部部長）
- 小菅信子 - 法学部教授（国際関係論、近現代史）
- 小笠原高雪 - 法学部教授（国際政治、東南アジア研究）
- 西田孝宏 - 法学部教授（柔道部監督）
- 寺本祐治 - スポーツ科学部教授（運動生理学、ホッケー部総監督）

### 元職
- 塚田雄二 - 元スポーツ科学部教授（体育学、元サッカー部監督）
- 福田雅章 - 元法学部教授、一橋大学名誉教授（刑事政策、犯罪学）
- 椎名慎太郎 - 元大学院法務研究科教授、山梨学院大学名誉教授（行政法）
- 西村幸次郎 - 元大学院法務研究科教授、一橋大学名誉教授（現代中国法）
- 佐戸英三郎 - 元法学部商学部兼任教授、山梨学院大学名誉教授（税法原理論・会計監査・会計管理論）
- 今村都南雄 - 元法学部教授、中央大学名誉教授（行政学）
- 宮塚利雄 - 元経営情報学部教授（朝鮮近・現代経済史）

## 著名な出身者

### 野球
- 伊藤彰 - 元ヤクルトスワローズ、山梨学院大学野球部コーチ
- 雨宮敬 - 元読売ジャイアンツ
- 川口寛人 - 元読売ジャイアンツ
- 川口隼人 - 元東北楽天ゴールデンイーグルス
- 高梨裕稔 - 東京ヤクルトスワローズ
- 田中貴也 - 東北楽天ゴールデンイーグルス
- 宮崎一樹 - 北海道日本ハムファイターズ
- 中込陽翔 - 東北楽天ゴールデンイーグルス

### サッカー
- 橋爪勇樹
- 田中寛己
- 唐澤大夢
- 西山雄介
- 飯田昴大
- 平河悠
- 吉田泰授
- 若谷拓海
- 関口凱心
- 嶋田華
- フォファナ・マリック
- 岡澤韻生

### ラグビー
- 後藤輝也 - リオデジャネイロ五輪7人制ラグビー日本代表
- ソシセニ・トコキオ
- ラファエレティモシー - 2019W杯ラグビー日本代表
- 三村亜生 - 2017W杯ラグビー女子日本代表（大学時代はバスケ部所属）
- 吉田菜美 - 大学時代は柔道部所属

### ホッケー
- 三橋亜記 - ロンドン・リオデジャネイロ五輪日本代表
- 佐藤雅子 - ロンドン五輪日本代表
- 田中泉樹 - ロンドン五輪日本代表
- 藤尾香織（旧姓：千葉） - アテネ・北京・ロンドン五輪日本代表
- 吉川由華 - 北京五輪日本代表
- 宮崎奈美 - アテネ五輪日本代表

### 陸上
- ジョセフ・モガンビ・オツオリ - 陸上競技選手（マラソン）
- 栁澤哲 - ロンドン・リオデジャネイロ五輪競歩20km日本代表
- 尾方剛 - 北京五輪マラソン日本代表
- ステファン・マヤカ - 陸上競技選手（長距離走・マラソン）、桜美林大学陸上競技部駅伝監督
- 大崎悟史 - 北京五輪マラソン日本代表、山梨学院大学陸上競技部コーチ
- 高見澤勝 - 陸上競技選手（長距離走・マラソン）
- 中村祐二 - 陸上競技選手（長距離走・マラソン）
- 藤澤勇 - ロンドン・リオデジャネイロ五輪競歩20Km日本代表
- メクボ・ジョブ・モグス - 陸上競技選手（マラソン）
- 井上大仁 - 陸上競技選手（長距離走・マラソン）
- エノック・オムワンバ - 陸上競技選手（長距離走）
- 高瀬無量 - 陸上競技選手（長距離走）
- 藤井翼 - 陸上競技選手（長距離走・マラソン）

### 水泳
- 萩原智子 - シドニー五輪競泳日本代表
- 加藤ゆか - 北京・ロンドン五輪競泳日本代表
- 加藤和 - ロンドン五輪競泳日本代表
- 鈴木聡美 - ロンドン五輪競泳日本代表
- 江原騎士 - リオデジャネイロ五輪日本代表
- 一之瀬栞 - 世界ジュニア水泳選手権日本代表

### 柔道
- 濱田尚里 - 東京(2020)五輪日本代表
- 連珍羚 - リオデジャネイロ・東京(2020)・パリ(2024)五輪台湾代表
- 山部佳苗 - リオデジャネイロ五輪日本代表
- 浅見八瑠奈
- 連佩如
- 須藤英雄
- 出口クリスタ - パリ(2024)五輪カナダ代表
- 出口ケリー - パリ(2024)五輪カナダ代表
- 新添左季 - パリ(2024)五輪日本代表

### レスリング
- 高橋侑希 - 東京(2020)五輪日本代表
- 乙黒圭祐 - 東京(2020)五輪日本代表
- 乙黒拓斗 - 東京(2020)五輪日本代表
- ブルート一生
- 服部健太
- 中村風太 - DRAGON GATE所属のプロレスラー。リングネームはBen-K。

### 格闘技
- 山本"KID"徳郁（中退）
- 福田力
- 大高一郎 - 元マーシャルアーツ日本キックボクシング連盟フェザー級王者
- 関根“シュレック”秀樹

### スケート
- 及川佑 - トリノ・バンクーバー・ソチ冬季五輪スピードスケート日本代表
- 藤本貴大 - トリノ・バンクーバー冬季五輪ショートトラック日本代表
- 名取英理 - バンクーバー冬季五輪スピードスケート日本代表
- 郷亜里砂 - 平昌冬季五輪スピードスケート日本代表
- 篠原祐剛 - 長野・ソルトレイクシティ冬季五輪ショートトラック日本代表、山梨学院大学現代ビジネス学部講師
- 大林昌仁 - Ｗ杯（ヌルスルタン大会）日本代表
- 田中翔太郎

### 競輪
- 今井裕介 - 競輪選手、長野・ソルトレイク・トリノ冬季五輪スピードスケート元日本代表
- 吉澤純平 - 競輪選手、元バンクーバー冬季五輪ショートトラック代表
- 梅川風子 - 競輪選手（スケート部出身）

### バスケットボール
- 石川明日香 - 女子バスケットボール選手
- 山本由真 - 女子バスケットボール選手
- 大澤来彩 - 女子バスケットボール選手
- 高木志歩 - 女子バスケットボール選手
- 橋口樹 - 女子バスケットボール選手
- 山本美空 - 女子バスケットボール選手
- 野田遥 - 女子バスケットボール選手
- 杉山夏穂 - 女子バスケットボール選手

### 政治
- 森屋宏 - 参議院議員
- 渋谷桂司 - 清瀬市長

### その他
- 逸見佳代 - ソルトレイク・トリノ冬季五輪フリースタイル・スキーエアリアル日本代表
- 高橋しん - 漫画家（陸上部出身で第63回箱根駅伝出場）
- 重野なおき - 漫画家
- カロリーナ・フォルタン - 将棋女流棋士
- 斉藤和義（中退） - 歌手、シンガーソングライター
- 岸大誠 - お笑い芸人（サッカー部出身）
- 吉村兼庚 - 居合術家